# Наконечний Євген Іларіонович
Євген Наконечний, Євген Нольден, Євген Нольден-Наконечний, Євген Блакитний, Євген Нольден-Наконечний-Блакитний (англ. Eugene Nakonechny, Eugene Nolden, Eugene Nolden-Blakytny) (6 червня 1914 року, Ізяслав, Волинська губернія — 14 жовтня 1988 року, Гантер, штат Нью-Йорк, США) — архітектор, мистецтвознавець, критик, член-кореспондент Української вільної АН з 1962. Чільний представник Сучасного мистецтва.

## Життєпис
Народився в Ізяславі Волинської губернії.
Професійну освіту почав здобувати у Київській художньо-індустріальній школі протягом 1928—1931 років (за іншими даними закінчив 1929) у Василя Кричевського (малярство), Костя Єлеви (рисунок), Клімова, архітекторів Павла Андреєва і Всеволода Обремського.
Від 1932 року на архітектурному відділі Київського художнього інституту. Викладачі — Олександр Довженко, Федір Кричевський, архітектори С. Татаренко і Валеріан Риков.
Від 1937 року студіює архітектуру і графіку в Ленінградській академії мистецтв, у проф. Павла Шиллінговського.
У 1937 році брав участь у проєктуванні будинку Верховної Ради УРСР під головуванням архітектора Володимира Заболотного.
1939 року здобув другу нагороду за проєкт площі і готелю в Києві, при співучасті С. Ліоби й консультацій І. Грабовського.
У 1940 році отримав першу премію за типовий дизайн дитячих ясел для УРСР. Того ж року його запросили взяти участь у закритому конкурсі на проєктування мосту через Дніпро в Києві.
З 1943 року почав виставляти свої картини. Окрім архітектурних робіт, він працював також над оформленням книг та сцени, викладав малювання в школах Києва та Львова.
На роботах у Німеччині у Ґляйвітц.
Після Другої світової війни у таборах для переміщених осіб у Міттенвальді.
У 1946 році здобув перше місце за проєкт української церкви-музею в Мюнхені, що не був у подальшому реалізований.
Від 1949 на еміграції в США. Спочатку у Міннесоті, а з 1958 року в Нью-Йорку. Працював у архітектурних фірмах.
Одні з найкращих реалізованих проєктів американського періоду відпочинковий заклад у селі Веллі-Стрім і басейн на острові Джонс-Біч, Нью-Йорк.
Мистецьки оформлював великі будинки.
1962 року мав персональну виставку в залях УВАН в Нью-Йорку.
Автор мистецтвознавчих статей. Публікувався у «Сучасності», «Українських вістях», «Нотатках з мистецтва».
Мав дружину Станіславу (Евстахію) Нольден, дочку Мері Нольден і сина-митця Віктора Нольдена.